# Київське художнє училище
Ки́́ївське худо́жнє учи́лище — середній спеціалізований навчальний заклад, що діяв у Києві на початку XX століття. Тут здобули базову освіту численні відомі митці.

## Історичні відомості
У січні 1901 року група колишніх викладачів Рисувальної школи — Володимир Менк, Микола Пимоненко, Харитон Платонов, Іван Селезньов, Ольга Троїцька-Гусєва, а також академік живопису Володимир Орловський і академік архітектури Володимир Ніколаєв організували в Києві тимчасові приватні класи живопису, малювання і креслення. У вересні того ж року класи були реорганізовані у Київське художнє училище. Воно мало організаційну та матеріальну підтримку міської влади, а програму художніх предметів затверджувала Петербурзька академія мистецтв, у якій випускники училища могли продовжувати освіту. Навчання було змішаним (юнаки разом з дівчатами); училище надавало курс середньої освіти разом з фаховим навчанням на трьох відділеннях — живописному, скульптурному, архітектурному. Згідно зі статутом закладу, випускники набували прав учителя малювання (щоправда, через бюрократичну тяганину уряд офіційно затвердив статут лише у 1908 році).
Навчання було платним, але частина вихованців з низькими статками отримувала звільнення від плати завдяки допомозі меценатів (почесними членами Ради училища були відомі благодійники Лев Бродський, Семен Могилевцев, Олександр Терещенко).

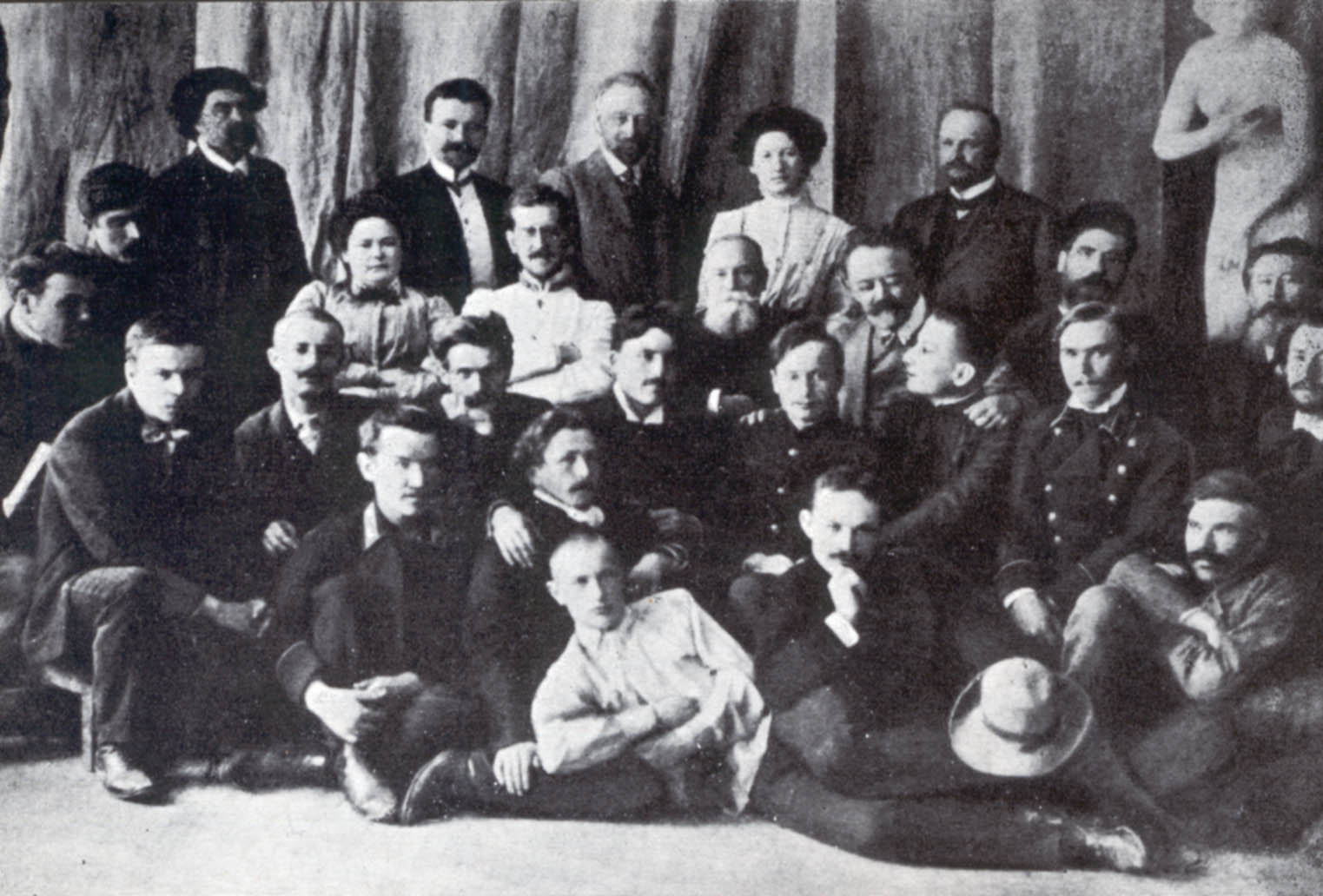
Викладачі й вихованці Київського художнього училища (1908). Зліва направо стоять: Ф. Балавенський, І. Макушенко, В. Менк, О. Натансон, І. Ніколаєв, сидять у третьому ряду Л. Дородніцина (наглядачка), Б. Іконников, В. Ніколаєв, І. Селезньов, Г. Дядченко, В. Манастирський (діловод), серед учнів у другому ряду другий зліва К. Трохименко.

Першим директором училища був Володимир Ніколаєв, якого переобирали на цю посаду аж до його смерті у 1911 році. Надалі виконувачем обов'язків директора став Іван Селезньов, а у 1914 році на директорській посаді затвердили Федора Кричевського.
У різні роки в училищі викладали також художники Григорій Дядченко, Фотій Красицький, Іван Макушенко, Володимир Менк, Олександр Мурашко, Іван Селезньов, Ольга Натансон, Микола Пимоненко, Харитон Платонов, Ольга Троїцька-Гусєва, скульптор Федір Балавенський, архітектори Едуард Брадтман, Василь Листовничий, Іполит Ніколаєв, Валеріян Риков, історик мистецтв Борис Іконников та інші.
Переважна більшість педагогів, навчаючи вихованців за академічною програмою, не заважала їхньому інтересові до сучасних мистецьких напрямків. Завдяки цьому серед випускників училища зустрічається чимало яскравих представників модернізму — зокрема, майстрів абстрактного мистецтва, учасників об'єднання «Бубновий валет», бойчукістів тощо. Низка учнів Київського художнього училища додатково навчалася в приватних студіях Олександра Мурашка або Олександри Екстер (остання у 1906—1907 роках була вільною слухачкою училища).
У 1905 році в Київському художньому училищі відбувалися революційні заворушення. На знак протесту проти поблажливого ставлення більшості Міської думи до єврейського погрому в Києві учні оголосили страйк, після якого частина вихованців (в тому числі Олександр Архипенко) залишила заклад.
Училище існувало до 1920 року, цього ж року його реорганізували в Художньо-промислову школу, а у 1922 — в Художньо-індустріальний технікум (з 1923 — Художньо-індустріальна профшкола № 1) і перевели до іншого приміщення.

## Місцезнаходження училища
Тимчасові класи у січні — вересні 1901 року діяли на четвертому поверсі будинку на вулиці Софійській, 14 (згодом був зруйнований та збудований наново). Училище у 1901—1902 роках перебувало по вулиці Великій Житомирській, 29; з 1902 року орендувало будинок на вулиці Бульварно-Кудрявській, 2 (зберігся, капітально відремонтований).

## Відомі вихованці училища
- Архипенко Олександр Порфирович
- Богомазов Олександр Костянтинович
- Вайсблат Йосип Наумович
- Давидсон Самуїл Абрамович
- Длугач Михайло Оскарович
- Донцов Матвій Олексійович
- Екстер Олександра Олександрівна
- Епштейн Марко Ісайович
- Єлева Костянтин Миколайович
- Іщенко Василь Григорович
- Кавалерідзе Іван Петрович
- Ковжун Павло Максимович
- Козик Михайло Якимович (з 1915 року — викладач)
- Коновалюк Федір Зотикович
- Лентулов Аристарх Васильович
- Лозовик Луїс
- Лозовський Лесь
- Маневич Абрам Аншелович
- Мане-Кац (Кац Мань Лейзерович)
- Митурич Петро Васильович
- Мінчин Абрахам
- Мухін Олександр Васильович
- Осмьоркін Олександр Олександрович
- Падалка Іван Іванович
- Певзнер Антуан
- Петрицький Анатолій Галактіонович
- Проценко Степан Андрійович
- Рабинович Ісак Мойсейович
- Седляр Василь Теофанович
- Семенко Василь Васильович
- Судомора Охрім Іванович
- Теремець Олександр
- Тишлер Олександр Григорович
- Трохименко Карпо Дем'янович
- Фера Серж (Ястребцов Сергій Миколайович)
- Хворостецький Іван Федорович
- Черкаський Абрам Маркович
- Шифрин Ніссон Абрамович
- Шпінель Йосип Аронович

Заняття в училищі як вільна слухачка відвідувала Ольга Форш